# Trigonotis giraldii
Trigonotis giraldii är en strävbladig växtart som beskrevs av August Brand. Trigonotis giraldii ingår i släktet Trigonotis och familjen strävbladiga växter. Inga underarter finns listade i Catalogue of Life.